# Death at a Funeral (película de 2010)
Death at a Funeral (en España: Un funeral de muerte; en Hispanoamérica: Muerte en un funeral) es una comedia negra del año 2010, dirigida por Neil LaBute y escrita por Dean Craig. La película, estrenada en Estados Unidos el 16 de abril de 2010, es protagonizada por Chris Rock, Martin Lawrence, Zoe Saldaña y Peter Dinklage. En España fue estrenada el 25 de junio de 2010. Esta película es una adaptación de una película inglesa de su mismo nombre estrenada en 2007.

## Sinopsis
Una disfuncional familia afroamericana prepara el funeral del patriarca. Aaron, el hijo mayor del difunto, planea hacer el discurso, pero hasta su esposa y su madre creen que es necesario que Ryan, el segundo hijo (solo por nueve meses) haga aquel discurso por ser el escritor de la familia.

## Elenco
- Chris Rock - Aaron Barnes
- Martin Lawrence - Ryan Barnes
- Zoe Saldaña - Elaine Barnes
- James Marsden - Oscar
- Columbus Short - Jeff Barnes
- Loretta Devine - Cynthia Barnes
- Keith David - Reverend Davis
- Danny Glover - Uncle Russell
- Tracy Morgan - Norman
- Peter Dinklage - Frank Lovett
- Regina Hall - Michelle Barnes
- Luke Wilson - Derek
- Ron Glass - Duncan
- Kevin Hart - Bria